# Jaroslav Kačmarčík
Jaroslav Kačmarčík (* 3. března 1954 Třinec) je bývalý československý reprezentant v orientačním běhu. Mezi největší úspěchy patří stříbrná a bronzová medaile z mistrovství světa ve štafetovém závodě. V závodě jednotlivců vybojoval 6. místo na MS 1983 a 7. místo na MS 1981.
Jeho 12 titulů Mistr Československa jej řadí mezi nejúspěšnější československé i české závodníky v orientačním běhu.
V Československé anketě Hledáme nejlepšího orientačního běžce roku mezi muži zvítězil celkem 8x. 

## Sportovní kariéra

### Umístění na MS v OB
| Umístění na Mistrovství světa v orientačním běhu | Umístění na Mistrovství světa v orientačním běhu | Umístění na Mistrovství světa v orientačním běhu |
| Ročník                                           | Jednotlivci                                      | Štafety                                          |
| ------------------------------------------------ | ------------------------------------------------ | ------------------------------------------------ |
| MS 1974 Viborg                                   |                                                  | 5.                                               |
| MS 1976 Aviemore                                 | 9.                                               | 4.                                               |
| MS 1978 Kongsberg                                | 28.                                              | 5.                                               |
| MS 1979 Tampere                                  | 12.                                              | 3.                                               |
| MS 1981 Thun                                     | 7.                                               | 4.                                               |
| MS 1983 Zalaegerszeg                             | 6.                                               | 2.                                               |
| MS 1985 Bendigo                                  | 24.                                              | 6.                                               |
| MS 1987 Gérardmer                                | 22.                                              | 7.                                               |

### Umístění na MS v LOB
| Umístění na Mistrovství světa v lyžařském orientačním běhu | Umístění na Mistrovství světa v lyžařském orientačním běhu | Umístění na Mistrovství světa v lyžařském orientačním běhu |
| Ročník                                                     | Jednotlivci                                                | Štafety                                                    |
| ---------------------------------------------------------- | ---------------------------------------------------------- | ---------------------------------------------------------- |
| MS 1977 Welingrad                                          | 15.                                                        | 3.                                                         |
| MS 1980 Aveta                                              | 25.                                                        | 4.                                                         |

### Umístění na MČSR
| Umístění na Mistrovství Československa v orientačním běhu | Umístění na Mistrovství Československa v orientačním běhu | Umístění na Mistrovství Československa v orientačním běhu | Umístění na Mistrovství Československa v orientačním běhu | Umístění na Mistrovství Československa v orientačním běhu | Umístění na Mistrovství Československa v orientačním běhu | Umístění na Mistrovství Československa v orientačním běhu | Umístění na Mistrovství Československa v orientačním běhu |
| Ročník                                                    | Kategorie                                                 | Klasická trať                                             | Krátká trať                                               | Dlouhá trať                                               | Noční                                                     | Členství v klubu                                          |                                                           |
| --------------------------------------------------------- | --------------------------------------------------------- | --------------------------------------------------------- | --------------------------------------------------------- | --------------------------------------------------------- | --------------------------------------------------------- | --------------------------------------------------------- | --------------------------------------------------------- |
| MČSR 1971                                                 | H17 - starší dorostenci                                   | 1. místo                                                  |                                                           |                                                           |                                                           | TJ TŽ Třinec                                              |                                                           |
| MČSR 1972                                                 | H17 - starší dorostenci                                   | 1. místo                                                  |                                                           |                                                           | 3. místo                                                  | TJ TŽ Třinec                                              |                                                           |
| MČSR 1973                                                 | H19 - junioři                                             | 2. místo                                                  |                                                           |                                                           | 4. místo                                                  | TJ TŽ Třinec                                              |                                                           |
| MČSR 1974                                                 | H21 - muži                                                | 1. místo                                                  |                                                           | 1. místo                                                  |                                                           | TJ TŽ Třinec                                              |                                                           |
| MČSR 1975                                                 | H21 - muži                                                | 4. místo                                                  |                                                           | 4. místo                                                  | 5. místo                                                  | TJ TŽ Třinec                                              |                                                           |
| MČSR 1976                                                 | H21 - muži                                                | 6. místo                                                  |                                                           |                                                           |                                                           | TJ TŽ Třinec                                              |                                                           |
| MČSR 1977                                                 | H21 - muži                                                | 1. místo                                                  |                                                           | 1. místo                                                  | 1. místo                                                  | VSK VŠB TU Ostrava                                        |                                                           |
| MČSR 1978                                                 | H21 - muži                                                | 9. místo                                                  |                                                           | 1. místo                                                  | 2. místo                                                  | VSK VŠB TU Ostrava                                        |                                                           |
| MČSR 1979                                                 | H21 - muži                                                |                                                           |                                                           | 2. místo                                                  | 7. místo                                                  | TJ TŽ Třinec                                              |                                                           |
| MČSR 1979                                                 | H21 - muži                                                | 1. místo                                                  |                                                           |                                                           |                                                           | TJ Jičín                                                  |                                                           |
| MČSR 1980                                                 | H21 - muži                                                |                                                           |                                                           | 2. místo                                                  | 2. místo                                                  | TJ Jičín                                                  |                                                           |
| MČSR 1980                                                 | H21 - muži                                                | 1. místo                                                  |                                                           |                                                           |                                                           | TJ TŽ Třinec                                              |                                                           |
| MČSR 1981                                                 | H21 - muži                                                | 1. místo                                                  |                                                           | 4. místo                                                  |                                                           | TJ TŽ Třinec                                              |                                                           |
| MČSR 1982                                                 | H21 - muži                                                | 2. místo                                                  |                                                           | 1. místo                                                  |                                                           | TJ TŽ Třinec                                              |                                                           |
| MČSR 1983                                                 | H21 - muži                                                | 4. místo                                                  |                                                           | 1. místo                                                  |                                                           | TJ TŽ Třinec                                              |                                                           |
| MČSR 1984                                                 | H21 - muži                                                | 9. místo                                                  |                                                           |                                                           |                                                           | TJ TŽ Třinec                                              |                                                           |
| MČSR 1985                                                 | H21 - muži                                                | 2. místo                                                  |                                                           | 1. místo                                                  |                                                           | TJ TŽ Třinec                                              |                                                           |
| MČSR 1986                                                 | H21 - muži                                                | 7. místo                                                  |                                                           |                                                           |                                                           | TJ TŽ Třinec                                              |                                                           |
| MČSR 1987                                                 | H21 - muži                                                | 6. místo                                                  |                                                           | 3. místo                                                  |                                                           | TJ TŽ Třinec                                              |                                                           |
| MČSR 1988                                                 | H21 - muži                                                | 14. místo                                                 |                                                           |                                                           |                                                           | TJ TŽ Třinec                                              |                                                           |
| MČSR 1989                                                 | H21 - muži                                                | 16. místo                                                 |                                                           |                                                           |                                                           | TJ TŽ Třinec                                              |                                                           |
| MČSR 1991                                                 | H19 (21) - muži                                           |                                                           | 27. místo                                                 |                                                           |                                                           | TJ TŽ Třinec                                              |                                                           |